# Stack Up
Stack Up — компьютерная игра в жанре головоломка, разработанная Дэвидом Сандерсом и изданная в 1991 году компанией Zeppelin Games на платформе ZX Spectrum. Впоследствии в том же году игра была портирована издателем на Commodore 64, Atari ST, Atari 8-bit, Amiga, а в 1993 году появилась версия для DOS.
Игровой процесс Stack Up построен на подаче в стакан фигур с разноцветными блоками, в котором игроку необходимо составлять горизонтальные, вертикальные и диагональные линии из трёх и более одинаковых блоков. От подобных Тетрису игр Stack Up отличается наличием уровней, которые необходимо проходить игроку, разнообразием дополнительных игровых механик, а также своеобразной системой игрового счёта и бонусов.
Пресса встретила игру неоднозначно. Положительно были отмечены увлекательность и простота геймплея, яркая и чёткая графика, удостоились хороших отзывов музыка и звуковое сопровождение. Критике подвергся ряд игровых механик Stack Up, которые, по мнению рецензентов, были взяты из ранее вышедших игр, таких как Тетрис и Columns, и при этом были сравнения с другими играми — Puzznic, Klax и «Четыре в ряд».

## Игровой процесс

Игровой процесс Stack Up, версия для ZX Spectrum, начало четвёртого раунда: стакан уже имеет внутри себя некоторые блоки, вначале скорость выше минимальной, необходимо закрыть 22 линии; чёрно-белые блоки неуничтожимы в отличие от цветных

Stack Up представляет собой головоломку, в которой в стакан 6×11 подаются фигуры 3×1, состоящие из трёх разноцветных блоков. Игрок во время падения фигуры может перемещать её влево и вправо, а также ротировать положение цветных блоков внутри фигуры. Задачей является их упаковка таким образом, чтобы блоки одного типа выстраивались в горизонтальные, вертикальные или диагональные линии от трёх блоков и более. Если игроку это удаётся, то такая последовательность блоков исчезает. Проигрыш происходит в случае, если в результате неудачных действий стакан заполняется и на самой верхней линии остаётся хотя бы один блок.

### Игровые механики
Игра разбита на раунды (уровни), которых всего 22, и их необходимо проходить последовательно. Каждый раунд начинается с некоторого состояния (чаще всего с пустого стакана), и для его прохождения необходимо составить определённое количество линий-троек. Если игрок успевает это сделать и не проигрывает, то он переходит на следующий уровень. В течение раунда скорость падения фигур возрастает, но на следующий она уменьшается до некоторой базовой. По мере прохождения уровней игра усложняется, и при этом каждый раунд имеет свои особенности: увеличивается число линий за прохождения уровня, игра начинается с уже заполненного стакана (на илл.); фигуры падают быстрее; появляются чёрно-белые блоки, которые неуничтожимы; в произвольных местах по одному появляются дополнительные случайные блоки; управление влево-вправо становится реверсивным; для выполнения раунда считаются только составленные линии по диагонали. На более высоких уровнях особенности комбинируются, например, в начале имеется несколько заполненный стакан, и при этом во время раунда игроку засчитываются только диагональные линии.
Всего имеется пять различных типов уничтожимых блоков (каждый имеет свой цвет и рисунок, например, «зелёные треугольники»). В некоторых версиях Stack Up игроку даётся возможность в настройках изменить их на планеты, дорожные знаки, греческие символы или разные съедобные предметы. Шестой тип неуничтожимых блоков появляется на более сложных уровнях — сначала это только элементы заполненного на старте стакана, а в дальнейшем они могут появляться в составе подаваемых игроку фигур. При появлении новой фигуры в стакане её блоки формируются случайно. Игрок может изменять положение блоков в фигуре, двигая их слева направо, и таким образом, может быть три различных варианта взаимного расположения блоков внутри фигуры. Если фигура падает на блоки (или один блок) в стакане, то упавшие блоки фиксируются, а остальные блоки продолжают совместно падать, и если осталось два блока, то игрок может менять их друг с другом, даже если они не вместе. После того, как все три блока упали в стакан, игра просчитывает уничтожение блоков — удалось ли выстроить последовательность. При этом подсчёте учитываются все блоки, попадающие в любые линии (в том числе пересекающиеся). Далее данные блоки одновременно уничтожаются, а те, под которыми образуется пустота, неуправляемо падают вниз. В результате могут образоваться новые комбинации, и в этом случае процесс уничтожения повторяется до тех пор, пока в стакане не закончатся все линейные комбинации блоков, и только после этого в стакан подаётся новая фигура.

### Режимы и игровой счёт
Основным режимом в Stack Up является последовательное прохождение раундов, и можно начать как с первого, так и с третьего или пятого уровней. При этом если игрок начинает не с первого, то ему компенсируется некоторое количество очков пропущенных уровней. В начале игры выдаётся два кредита (англ. credit), которые расходуются в случае, если игрок проигрывает. В этом случае даётся выбор либо закончить игру, либо взять один кредит. В последнем случае очки игрока обнуляются, но игра начинается с уровня, на котором игрок проиграл кредит. После исчерпания кредитов игра заканчивается. Кроме описанных способов игры, Stack Up предлагает режим практики, когда имеется бесконечный уровень, на котором постепенно увеличивается скорость, а игра идёт до проигрыша на максимальный набор очков.
Stack Up имеет свою систему игрового счёта, согласно которой за горизонтальные линии даётся 500, за вертикальные 200 и за диагональные 1000 очков. При этом тройки комбинируются, например, линия в четыре блока является двумя последовательными тройками. Если линии уничтожаются и после этого собираются новые линии после падения блоков, то в первый раз очки начинают удваиваться, а в последующем утраиваться. Дополнительно даётся 50 очков за появление каждой новой фигуры. После завершения каждого раунда игроку выдаются бонусные очки: за факт прохождения уровня (чем более высокий раунд, тем больше) и за свободное оставшееся пространство (чем больше заполнен стакан по завершении, тем меньше бонусных очков).

## Разработка и выпуск
Игра создана британским разработчиком Дэвидом Сандерсом (англ. David Sanders), и изначально она вышла для ZX Spectrum в июле 1991 года. Согласно статье в журнале Scroller, данная версия Stack Up была написана по большей части на языке Sinclair BASIC, а в дальнейшем скомпилирована компилятором МCODER II версии 1982 года. Данный факт стал характерным примером того, что для создания качественных программ необязательно использовать на ZX Spectrum языки ассемблера, и пример Stack Up показывает, что некоторые фирмы успешно использовали этот путь для облегчения разработки игровых программ.
Сообщения о выходе Stack Up появились в июне 1991 года, когда в журнале CRASH была опубликована статья о появлении новой игры, которая была характеризована как комбинация лучшего из игр Тетрис и Puzznic. В объявлении были описаны базовые игровые механики и, согласно впечатлению редакции от игры в демоверсию, было отмечено, что Stack Up является чрезвычайно увлекательной игрой с яркой цветной графикой. Портирование проводилась силами Zeppelin Games, и игра вышла на платформах Amiga и Atari в сентябре 1991 года. В ноябре появилась версия для Commodore 64, работу над которой выполнил Брайан Саун (англ. Brian Southon). Портирование на DOS произошло в 1993 году — его выполнила команда Zeppelin Games в составе программиста Джона Карлайла (англ. John Carlyle) и художника Дэвида Тейлора (англ. David Taylor). Портированные версии отличались от оригинала перерисованной графикой, добавленной анимацией падающих блоков, звуковыми эффектами, но игровой процесс остался таким же.
В 2000 году компанией Real Software была выпущена игра Xixit+, являющаяся ремейком Stack Up и отличающаяся как своей динамичностью, так и возможностью игры вдвоём.

## Оценки и мнения
| Иноязычные издания     | Иноязычные издания | Иноязычные издания | Иноязычные издания | Иноязычные издания | Иноязычные издания |
| Издание                | Оценка             | Оценка             | Оценка             | Оценка             | Оценка             |
| Издание                | Amiga              | Atari ST           | Commodore 64       | DOS                | ZX Spectrum        |
| ---------------------- | ------------------ | ------------------ | ------------------ | ------------------ | ------------------ |
| ASM                    |                    |                    |                    | 6/12               |                    |
| Amiga Action           | 61 %               |                    |                    |                    |                    |
| Amiga Joker            | 39 %               |                    |                    |                    |                    |
| Amiga Power            | 80 %               |                    |                    |                    |                    |
| Commodore Format       |                    |                    | 38 %               |                    |                    |
| Commodore User         | 84 %               |                    |                    |                    |                    |
| Crash                  |                    |                    |                    |                    | 80 %               |
| Sinclair User          |                    |                    |                    |                    | 76 %               |
| The One                | [ 18 ]             |                    |                    |                    |                    |
| Your Sinclair          |                    |                    |                    |                    | 86/100             |
| Zzap!64                |                    |                    | 78 %               |                    |                    |
| Zero                   | 81 %               |                    |                    |                    |                    |
| Amiga Format           | 80 %               |                    |                    |                    |                    |
| AUI                    | 69 %               |                    |                    |                    |                    |
| ST computer            |                    | 7/10               |                    |                    |                    |
| Русскоязычные издания  |                    |                    |                    |                    |                    |
| Издание                | Оценка             | Оценка             | Оценка             | Оценка             | Оценка             |
| Издание                | Amiga              | Atari ST           | Commodore 64       | DOS                | ZX Spectrum        |
| «500 компьютерных игр» |                    |                    |                    |                    | 80 %               |

Мнения журналистов сходились в том, что игра увлекательна, проста и имеет яркую и чёткую графику. Положительных отзывов удостоились музыка и звуковые эффекты, отмечались разнообразие игровых механик и выбранный темп нарастания игровой сложности. По сообщениям игровой прессы, Stack Up больше подходит любителям головоломок, таких как Тетрис. В основном критике подвергся ряд игровых механик, которые, по мнению рецензентов, были взяты из ранее вышедших игр, таких как Тетрис и Columns, но были сравнения и с другими играми.
Автор обзора Your Sinclair заметил, что наличие уровней изменяет игровой процесс, так как допущенные ошибки после прохождения уровня прощаются. В то же время он положительно отзывался о разнообразии игровых механик и о нарастании сложности. На этом основании автор обзора сообщил, что «в Stack Up невероятно увлекательно играть». В Sinclair User отметили, что игра не так хороша, как её разрекламировали, а игровой процесс, как и для всех игр такого типа, выделяется своей простотой. С последним соглашались и другие обозреватели. Критик CU Amiga заметил, что игра требует быстрой реакции, как из-за присущей ей скорости, так и от динамичной обстановки. С ним был согласен автор обзора Zzap!64, который положительно оценил систему набора очков, бонусов и цепных реакций уничтожаемых блоков.
Журналисты сравнивали Stack Up с другими играми, где основной являлся Тетрис. Критик из Your Sinclair описал это так: «очевидно, что в Zeppelin долго смотрели на Тетрис и совершенно бессовестно решили создать игру в точно той же форме», но добавил, что вместе с тем был качественно добавлен ряд особенностей. В то же время в рецензии CRASH описание Stack Up начиналось следующим образом:
Возьмите игры Тетрис и «Четыре в ряд», добавьте несколько дорожных знаков и пару планет, хорошенько встряхните, и что вы получите? Stack Up!
Оригинальный текст (англ.)Take Tetris and Connect 4, add a few road signs and a couple of planets, shake well and what have you got? Stack Up!
Имелись сравнения с вышедшей в 1990-м году на консолях игрой Columns, что заметил ряд критиков. Так, по заключению представителя Commodore Format, «разработчики украли идеи Columns, но при этом забыли украсть её играбельность». Так как игровой процесс Columns построен на вертикальных падающих фигурах (в отличие от Stack Up, где используются горизонтальные), то это, по мнению критика, снижает играбельность Stack Up, и навыки игры Columns становятся непригодными. В Amiga Power заметили сходство с Тетрис, Columns и Klax, но было отмечено, что игра достаточно изменена, и её проработка достойна уважения. По утверждению Aktueller Software Markt, в игре ограничена свобода действий, и поэтому простота Тетриса и Klax не была реализована.
Графика оценена как чрезвычайно простая, но при этом яркая и чёткая, с грамотным использованием всех цветов. В публикации Zero сообщили, что в игре хороший саундтрек и удачная комбинация звуковых эффектов. В обзоре Amiga Power сочли мелодию очень подходящей для данной игры и назвали её «безумно красивой», а в CU Amiga музыка была названа лучшей составляющей игры.
По мнению критиков Amiga Action, Stack Up обладает хорошим качеством, но его цена слишком завышена в условиях, когда на рынке есть большое количество разнообразных версий Тетриса. С другой стороны, о приемлемой цене сообщалось в Amiga Joker и Amiga Format. Стоимость игры разнилась на платформах, что отмечалось в CRASH, когда на момент выхода для ZX Spectrum она составляла 2.99 фунта, а для Amiga 25, и при этом в дальнейшем для пользователей Amiga она была снижена до бюджетной 7.99.
В обзоре версии для Commodore 64 в журнале Zzap!64 критик посчитал, что у игры слишком большая скорость набора темпа, что превращает игру в экшн-головоломку. Качество игры было оценено как достойное её заявленного бюджетного уровня. Аналогичные выводы сделал рецензент ST Computer.